# Louis Prat
Ne doit pas être confondu avec le peintre Loÿs Prat 1879-1934
 (février 2018).
Si vous disposez d'ouvrages ou d'articles de référence ou si vous connaissez des sites web de qualité traitant du thème abordé ici, merci de compléter l'article en donnant les références utiles à sa vérifiabilité et en les liant à la section « Notes et références ».
Marie Henri Raoul Louis Prat  né le 19 février 1879 à Boulogne-sur-Seine et mort le 19 mai 1932 à Paris est un artiste-peintre et graveur français.

## Biographie
Louis Prat entre à 16 ans à l'école nationale des Beaux Arts de Paris, préparé au concours des places par le peintre Édouard Sain. Il  travaille dans l'atelier de Gustave Moreau de 1894 à 1897 puis dans les ateliers de Jean-Jacques Henner, Fernand Cormon, Aimé Morot, François Flameng et Eugène Thirion. Il obtient aux Beaux Arts de nombreuses mentions et 9 médailles dont la grande médaille d'émulation peinture en 1899. Les archives de ENSBA de Paris conservent deux de ses épreuves,
À l'école des Beaux Arts, il se lie d'amitié avec le peintre-sculpteur Henri Georget (mort très jeune) et le peintre et graveur Gustave Pierre avec lequel il travaillera de longues années. Il passe sa vie à Boulogne-sur-Seine où il a son atelier.
Dès 1898, il expose au Salon des artistes français dont il devient sociétaire en 1900. Plusieurs mentions en peinture et en gravure, médaille d'argent en 1907. Il y expose 17 fois. En 1908, il obtient le prix Brizard pour sa Sortie de vêpres
Sociétaire des Artistes Graveurs Originaux et de la Société de la gravure originale en couleurs, salon où il expose tous les ans à la galerie Georges Petit, 8 rue de Sèze à Paris.
Influencé par ses maîtres, il fera des grandes compositions en atelier (certaines circulent encore) des portraits, puis sera ensuite attiré par la Bretagne, les paysages du Finistère, les scènes de la vie des pécheurs (Concarneau) ou des paysans à l'intérieur des terres. Plusieurs voyages en Belgique à partir de 1908, Bruges où il songe même à s'installer. Mais la guerre de 14-18 bouleverse ce projet et sa vie, même s’il reviendra vivant de ces quatre années terribles au front.

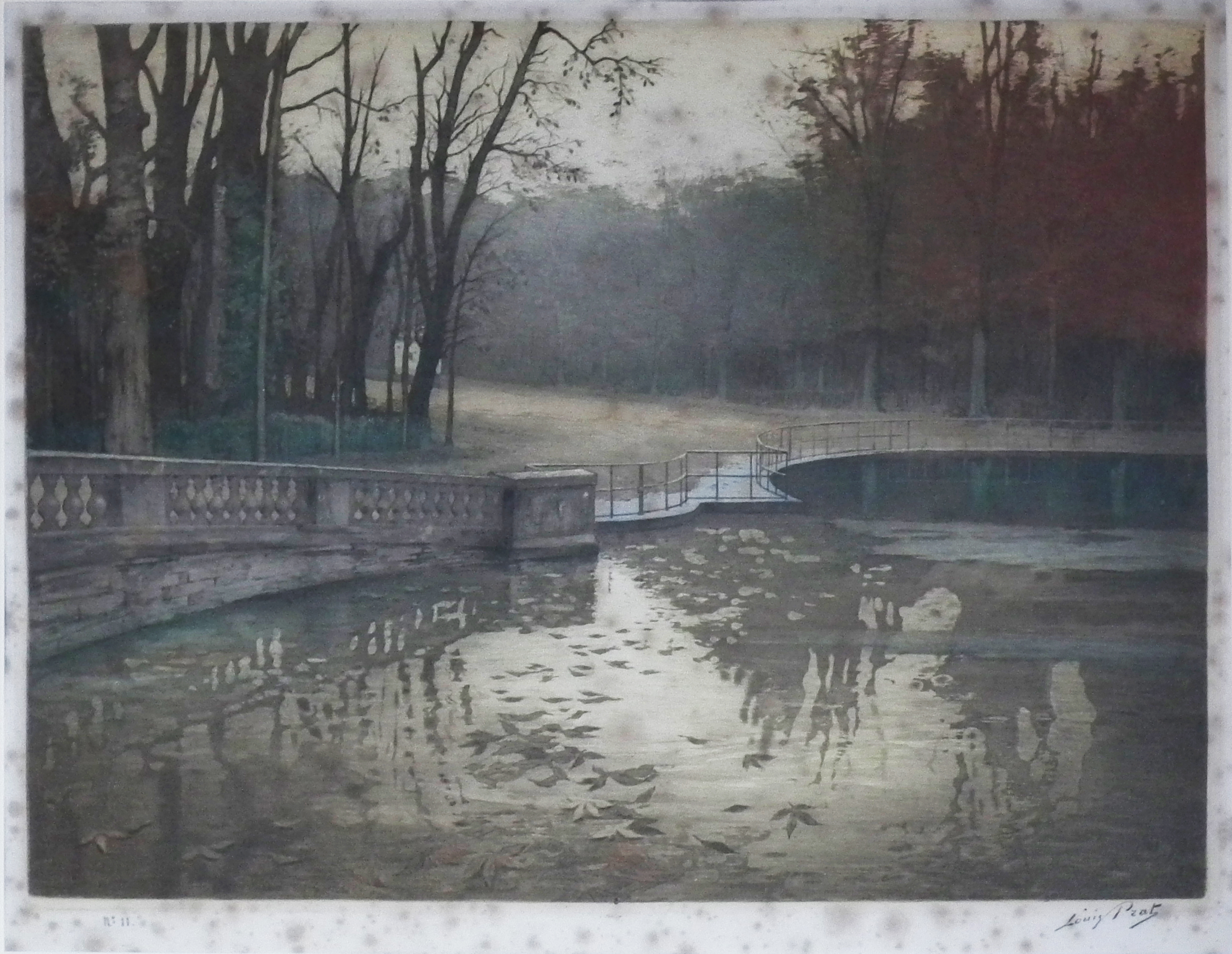
Louis Prat 1909, gravure eau forte, 37x49 cm Le bassin du fer à cheval, Parc de Saint-Cloud
Louis Prat, huile sur bois 24x33 cm de 1906
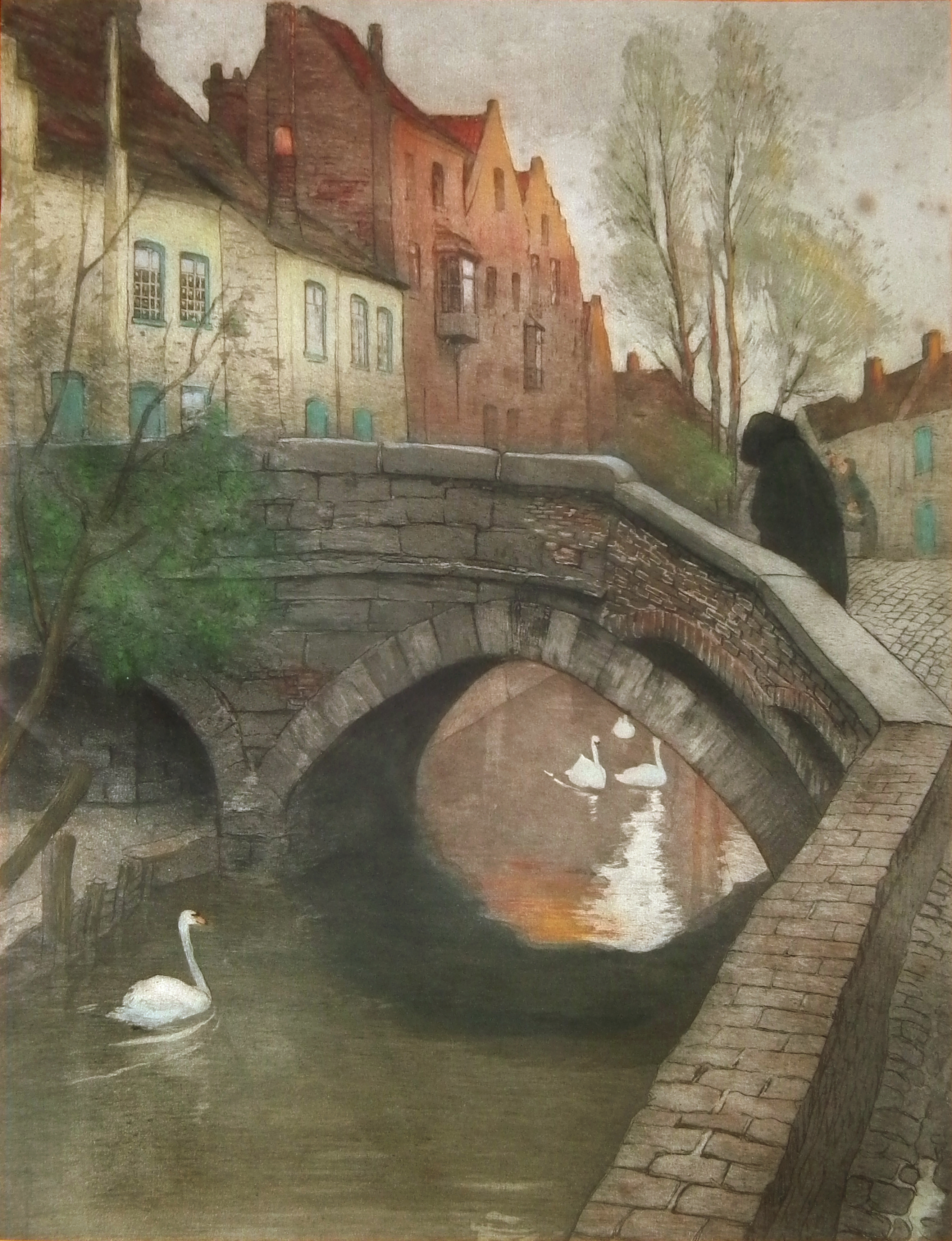
Louis Prat eau-forte 1908, le pont flamand à Bruges 50x40 cm
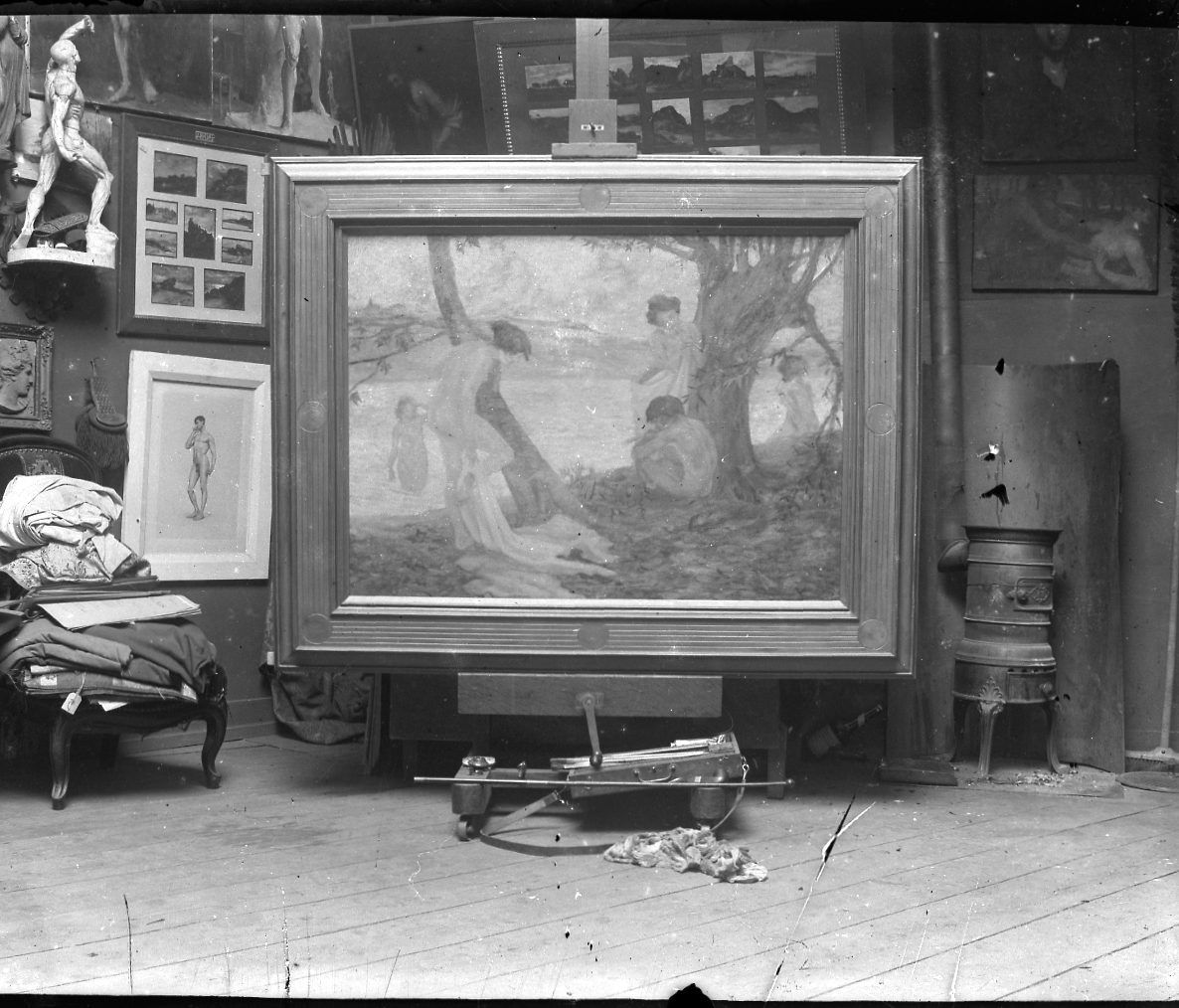
L'atelier de Louis Prat à Paris en 1902